# Hagi-no-Tsuki

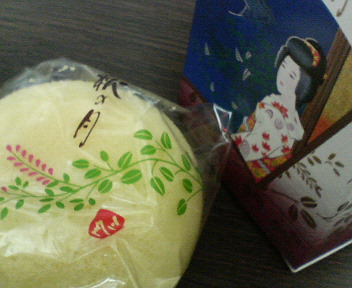
Hagi-no-tsuki

Hagi-no-tsuki (jap. 萩の月) ist eine japanische Süßigkeit. Sie ist ein Produkt der Firma Kashosanzen und wird seit 1979 in der Präfektur Miyagi hergestellt und verkauft. Hagi-no-Tsuki bestehen aus einer Teighülle aus Castella und haben eine Füllung aus Vanillecreme.
Der Name setzt sich aus den Wörtern „hagi“ (Thunbergs Buschklee) und „tsukimi“ (die Betrachtung des Mondes) zusammen. Die Präfektur Miyagi, insbesondere die Insel Matsushima, ist ein bekannter Platz für hagi und tsukimi.
Diese Süßigkeit wird in der Präfektur Miyagi traditionell als Geschenk am buddhistischen Feiertag Obon (Tag der wandernden Seelen) verwendet. Heutzutage kann man sie auch in anderen Präfekturen kaufen.